# ماتيوس باتو
ماتيوس باتو هو لاعب كرة قدم برازيلي، ولد في 8 يونيو 1995 في ريو برانكو في البرازيل. لعب مع نادي بنفيكا.